# Sergentomyia reidi
Sergentomyia reidi är en tvåvingeart som först beskrevs av Lewis 1957.  Sergentomyia reidi ingår i släktet Sergentomyia och familjen fjärilsmyggor. Inga underarter finns listade i Catalogue of Life.